# Olmsted Falls
Olmsted Falls è un comune degli Stati Uniti d'America, situato nello stato dell'Ohio, nella contea di Cuyahoga.